# Smart Label

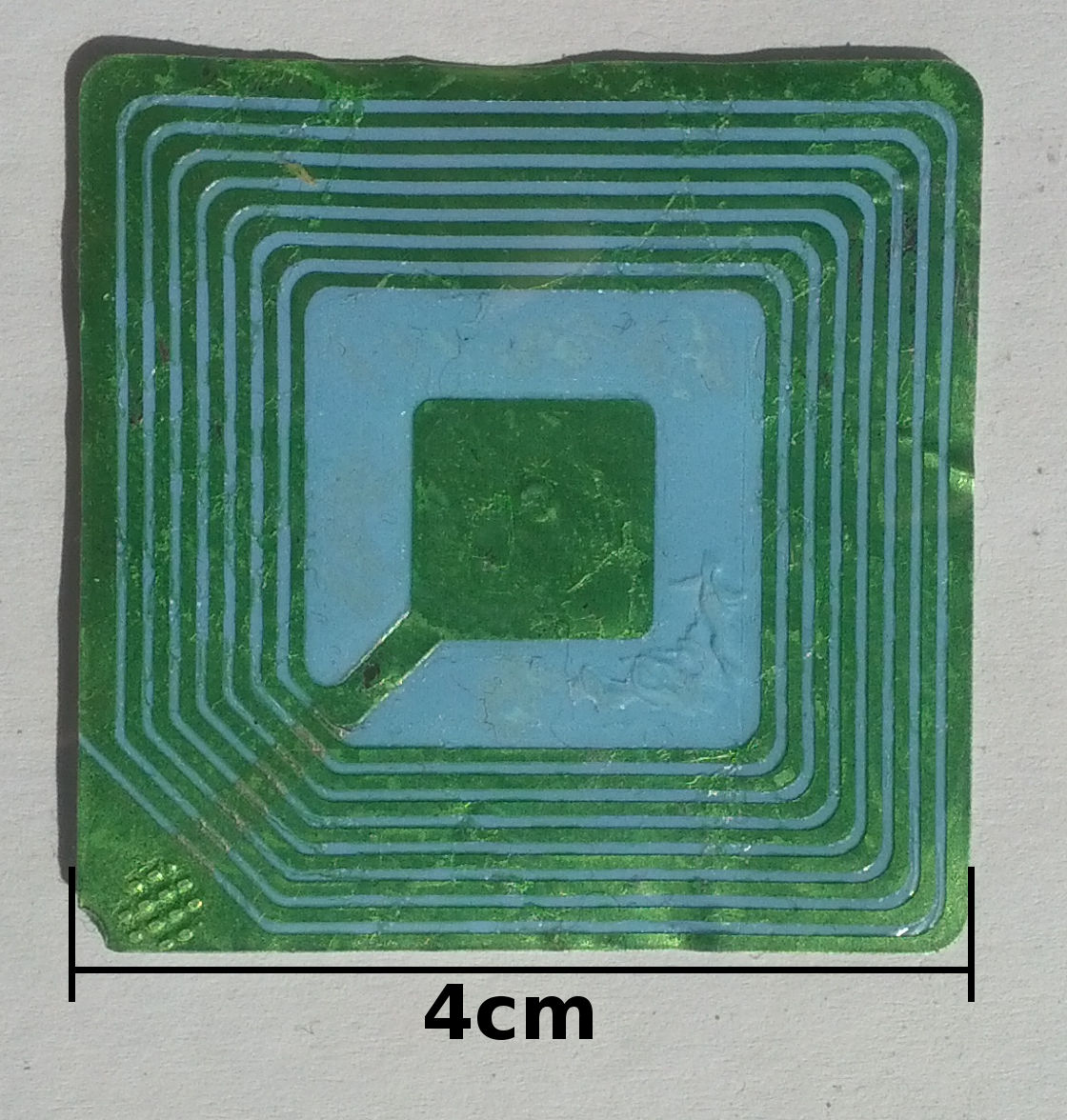
RFID-Etikett eines Taschenrechners

Smart Label, auch Smart Tags genannt, sind ultraflache passive RFID-Transponder, die samt Antenne auf eine Folie aufgebracht werden (Inlay). Diese Folie wird auf Rollen aufgewickelt und kann wie Papier weiterverarbeitet werden. Insbesondere kann sie zwischen Papierschichten einlaminiert und auf diese Weise in herkömmliche Etiketten integriert werden (daher der Name). Möglich ist auch die Integration in Chipkarten. Andere oft verwendete Bezeichnungen sind Wegwerftransponder, Intelligentes Papier.
In vielen Prozessen der Logistik ist der Barcode als wichtige Auto-ID-Technik etabliert. Überwiegend wird er entweder direkt auf die Verpackung der Objekte (z. B. im Einzelhandel) oder aber auf ein Etikett gedruckt, das dann an das Objekt geklebt wird (z. B. bei der Palettenkennzeichnung). Radio Frequency Identification (RFID) hat Eigenschaften, die in mancher Beziehung dem Barcode überlegen sind, z. B. berührungslose Auslesung. Hinderlich ist jedoch ihre Bauform, sie haben ein verhältnismäßig großes Volumen und sind vergleichsweise unhandlich und schwer zu befestigen. Viel leichter lässt sich ein Transponder in bestehende Prozesse integrieren, wenn er ähnliche Eigenschaften wie die verwendeten Etiketten hat. Aus dieser Idee heraus und im Zuge der fortschreitenden Miniaturisierung der Bauteile wurden die Smart Label entwickelt.
Neu ist nicht die Technologie RFID, sondern die Produktionsverfahren, so dass die Funktionalitäten der Produkte und die Zielmärkte das wesentlich Neue darstellen.
Smart Label gibt es für verschiedene Frequenzbereiche (HF, UHF, meist 13,56 MHz). Sie kommunizieren über die induktive oder elektro-magnetische Kopplung mit dem Lesegerät. Eine Batterie als Energieversorgung ist nicht notwendig, da die erforderliche Energie aus dem Feld des Lesegerätes, nach dem Prinzip der Induktion, ähnlich einem Transformator, entnommen wird. Der verwendete Chip ist in der Massenproduktion ebenfalls günstig. Somit ergeben sich für das Smart Label attraktive Preise bei relativ guter Performance.
Smart Label können die beiden Auto-ID Techniken Barcode-Welt und RFID vereinen. Erstens lassen sie sich ähnlich wie Papieretiketten verarbeiten und mithin auch überall einsetzen, wo bislang etikettiert wird. Zweitens können sie zu Preisen hergestellt werden, die Anwendungen im Massenbereich und insbesondere Einweg-Anwendungen erst ermöglichen.
Zukünftig geht man von Sinnhaftigkeit der Smart Label Technologie überall dort aus, wo kombinierte Lösungen einen gesteigerten Nutzen, Kosteneinsparungen und/oder Systemlösungen ermöglichen. Kombinierte Lösungen erfordern dünne Transponder, welche in der Anwendung bedruckbar sind. Dazu kommt noch, dass der Transponder flexibel ist. Werden diese Forderungen erfüllt, besteht die Möglichkeit die Technologie in bestehende Prozesse zu integrieren.